# Patrick Bristow
Patrick Bristow (ur. 26 września 1962 w Los Angeles) – amerykański aktor telewizyjny i filmowy.

## Filmografia

### Filmy fabularne
- 1993: Poślubiłem morderczynię jako wykonawca Cafe Roads
- 1995: Showgirls jako Marty Jacobsen
- 1997: Austin Powers: Agent specjalnej troski jako Bolton, przewodnik po Virtucon
- 2001: Beethoven 4 jako Guillermo
- 2003: Detonator jako DeJuan Michaels
- 2005: Wykiwać klawisza jako Walt
- 2014: Reality jako Klaus

### Seriale TV
- 1987: Webster jako goniec hotelowy
- 1994: Jak dwie krople czekolady jako Henrique
- 1994: Krok za krokiem jako herold
- 1994–1998: Ellen jako Peter Barnes
- 1996: Życie jak sen jako Steward Stu
- 1996: Świat według Ludwiczka jako radca Rudy (głos)
- 1996: Kroniki Seinfelda jako Wig Master
- 1999: Przyjaciele jako menedżer sceniczny
- 2001: Sabrina, nastoletnia czarownica jako Mercury
- 2001: Szał na Amandę jako trener
- 2003: Fillmore na tropie jako Restorer (głos)
- 2004: Pohamuj entuzjazm jako choreograf Steve
- 2005–2008: Nie ma to jak hotel jako Patrick